# Střešní zahrada

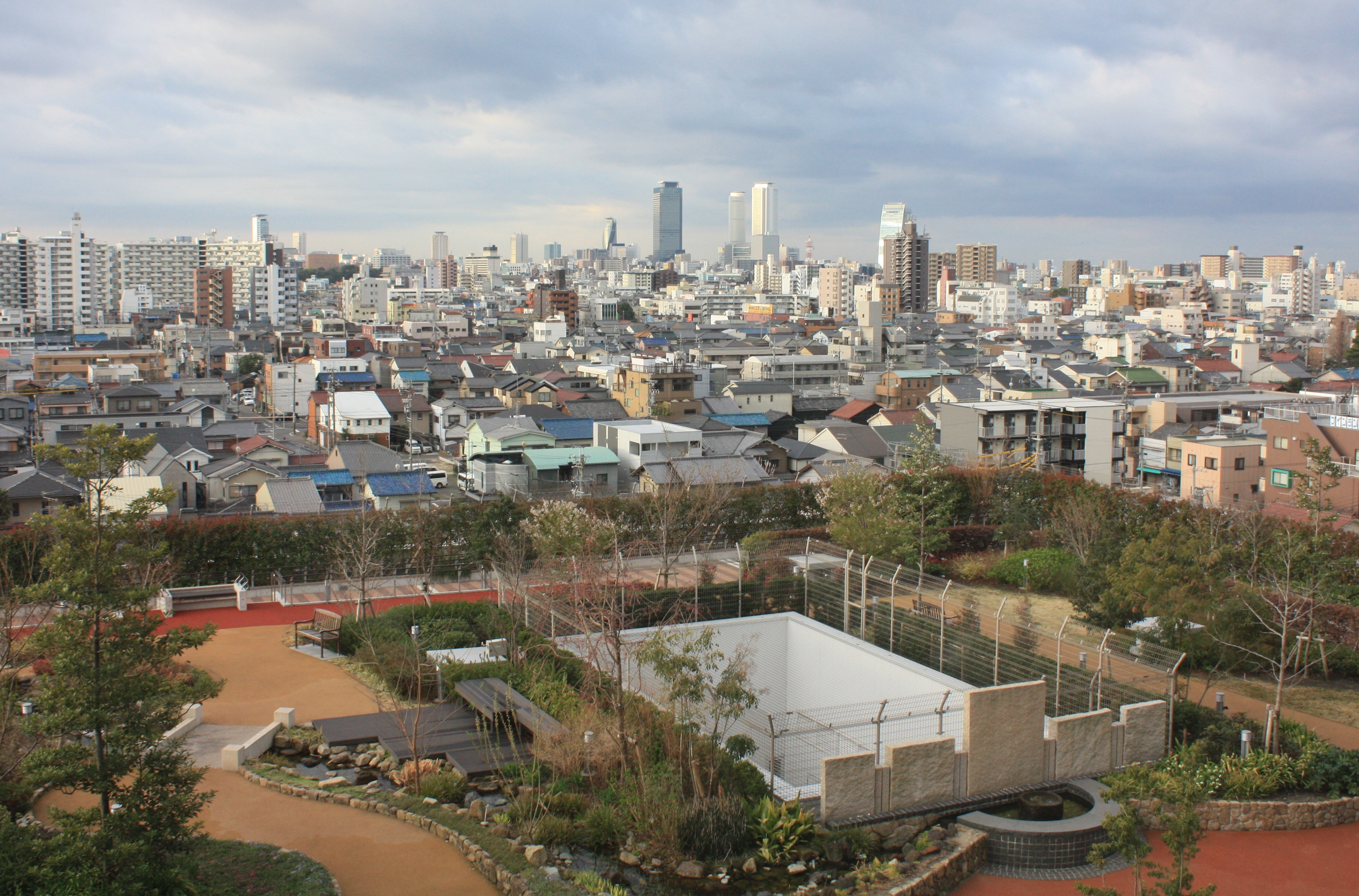
Střešní zahrada Nagoya West Medical Center

Střešní zahrada je jakákoliv plocha zeleně na střeše domu. Kromě dekorativních efektů zahrady jsou i úpravy kdy jsou na střešní zahradě pěstovány plodiny pro potravu, výsadba slouží jako regulace teploty, přírodní stanoviště nebo jako pochůzí plochy pro volně žijící živočichy, volnočasové aktivity osob, může přinášet i ekologický prospěch.

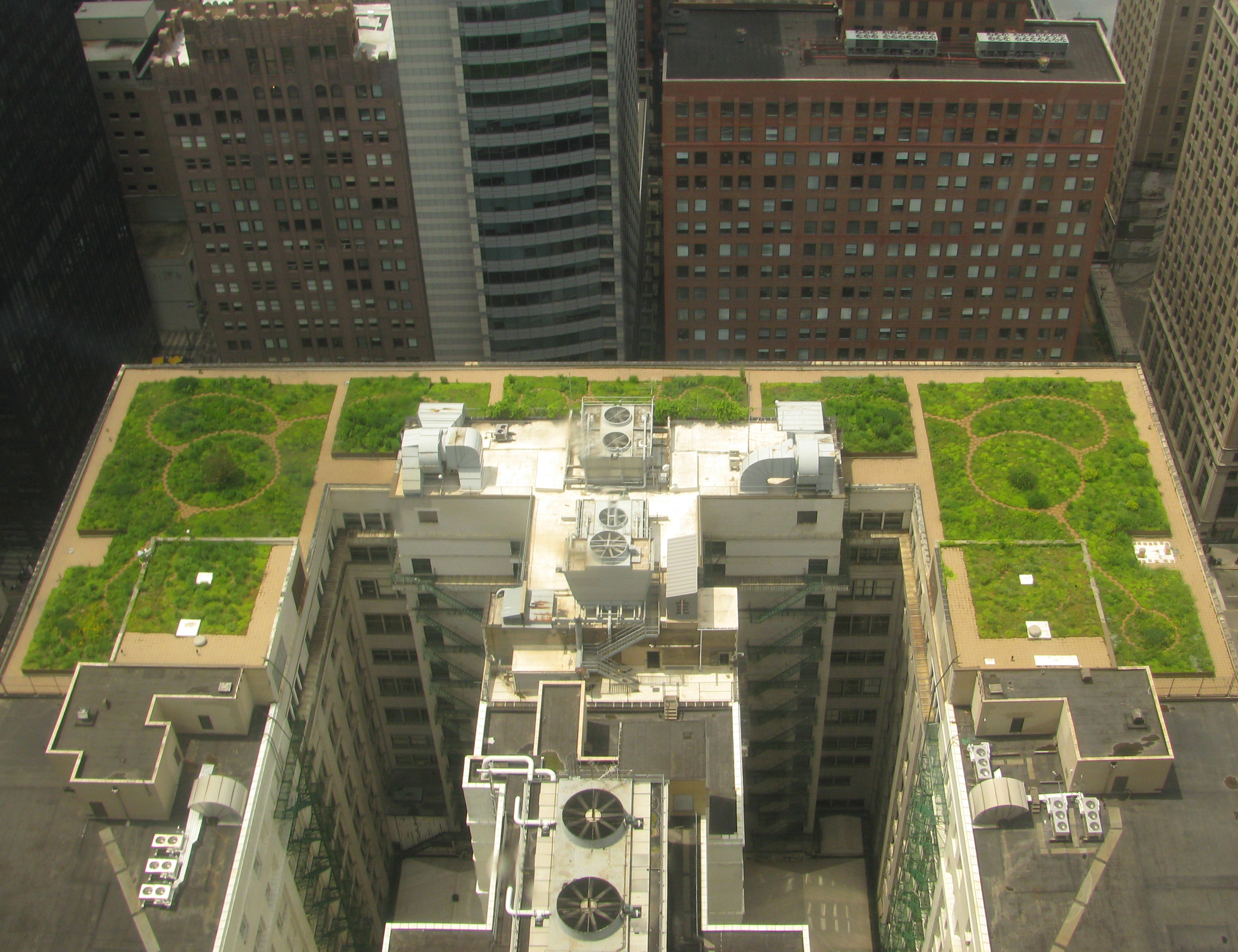
Zelená střecha Chicago City Hall

Pěstování potravin na střeše budov je někdy označováno jako střešní zemědělství. Střešní zemědělství je obvykle založeno na principech hydroponie, aeroponie, nebo systému nádob.

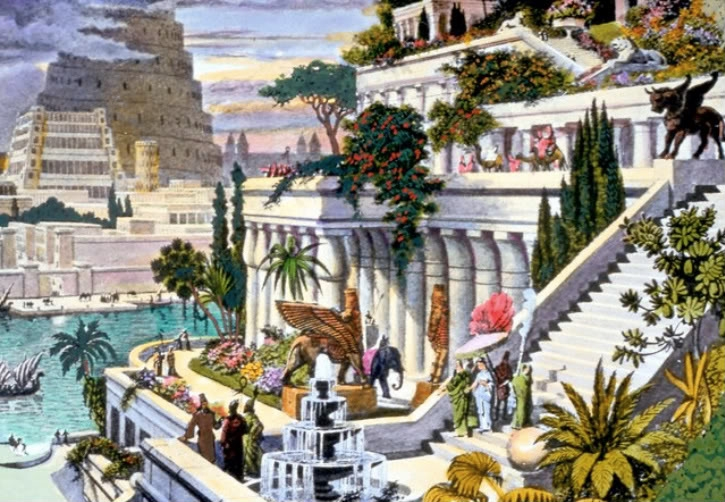
Visuté zahrady Semiramidiny (rekonstrukce podle popisu)

## Historie
Lidé pěstují rostliny na uměle vytvořených stavebních konstrukcích od starověku. Na zikuratech ve starověké Mezopotámii (4. tisíciletí př. n. l.–600 n. l.) byly známy výsadby stromů a keřů na nadzemních terasách. Příkladem ze starověkého Říma byla Villa dei Misteri v Pompejích, která měla zvýšenou terasu, kde se pěstovaly rostliny. Střešní zahrady byl také objeveny kolem audienční síni v římsko-byzantské Caesarei. Středověké egyptské město Fustat mělo řadu výškových budov, které Nasir Khusraw na počátku 11. století popsal jako stavby se střešními zahradami s voly taženými vodními koly, které sloužily pro zavlažování zahrad.
Mezi sedm divů antického světa patří Visuté zahrady Semiramidiny, jež jsou často líčeny jako stavební struktury s izolační vrstvou plátů olova a litého asfaltu, na nichž je pod umělou závlahou pěstována vegetace, dokonce i obrovské stromy.

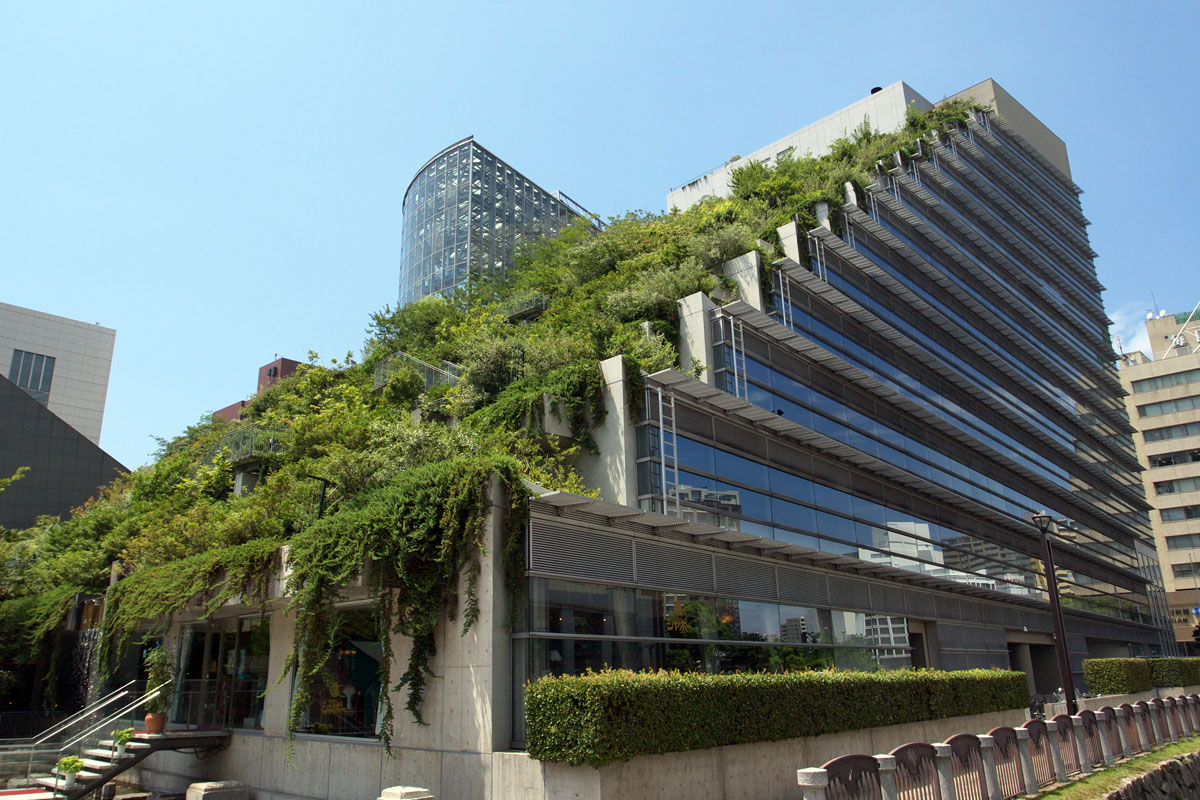
Zelená střecha ve Fukuoka

## Ekologické dopady
Střešní zahrady se nejčastěji nacházejí v městském prostředí. Rostliny mohou ve městech schopnost snižovat pronikání tepla z a do budovy, což snižuje spotřebu energie na klimatizaci. "Primární příčinou hromadění tepla ve městech je sluneční záření, absorpce slunečního záření silnicemi a budovami ve městě a hromadění tohoto tepla ve stavebních materiálech a jeho následné opětovné vyzáření. Rostlinné plochy však, v důsledku transpirace, nezvyšují teplotu více než o 4–5 °C nad teplotou okolí, a jsou někdy i chladnější." Studie ověřující vliv rostlin na ohřev ploch ve městě byla provedena na univerzitě v Cardiffu.
Studium National Research Council of Canada zkoumal rozdíly mezi střechami se střešními zahradami a střechami bez střešní zahrady s ohledem na teplotu. Studie ukázala vliv teploty na různé vrstvy každé střechy v různých denních dobách. Střešní zahrady jsou podle studie velmi prospěšné při snižování účinků teplot oproti střechách bez zahrad. "Pokud by byly široce rozšířeny, střešní zahrady by mohly snížit efekt městského tepelného ostrova, což by snížilo množství smogových situací a problémy spojené s tepelnými nároky a snížilo také spotřebu energie."

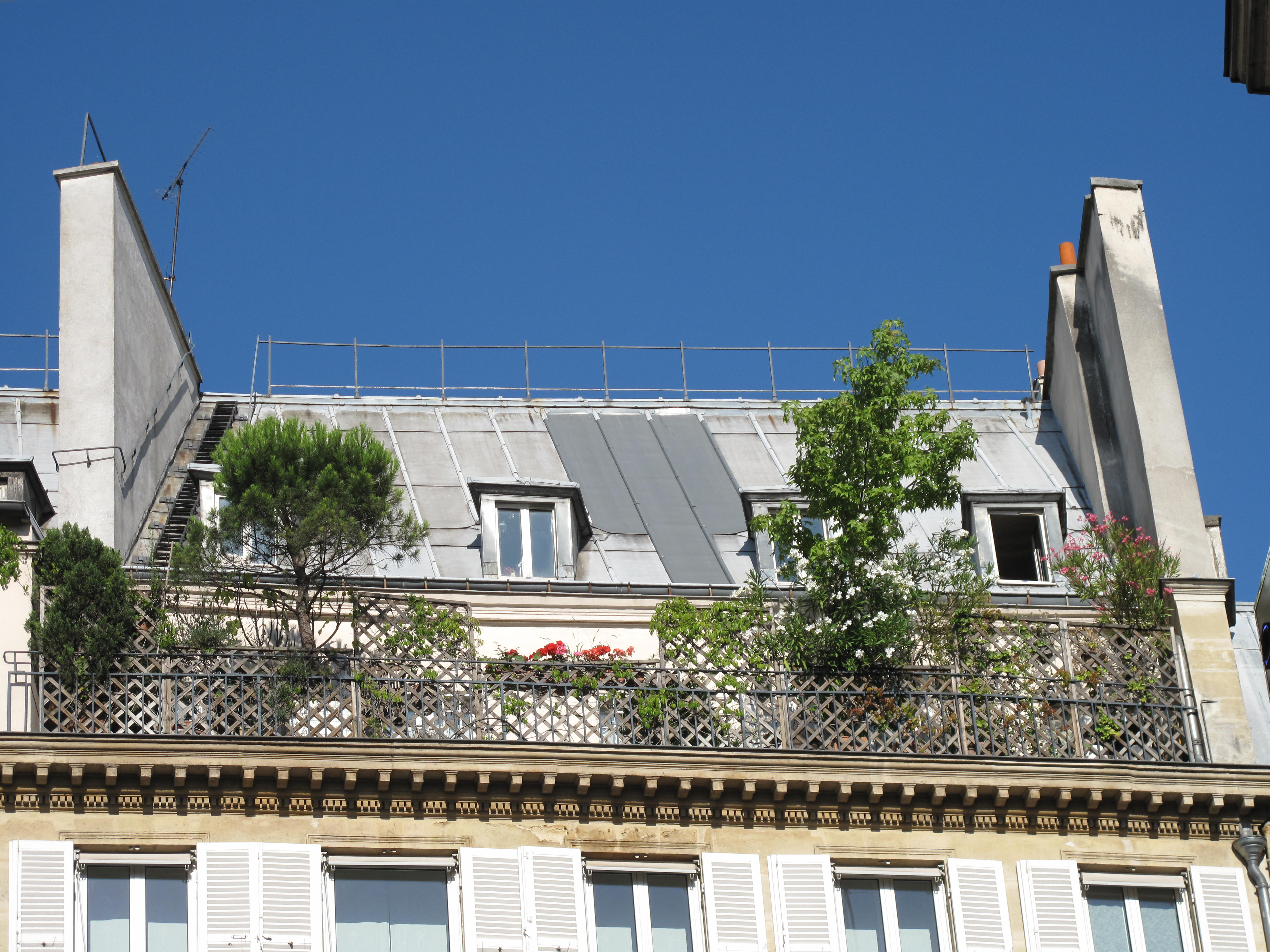

Kromě střešních zahrad, které poskytují odolnost proti tepelnému záření, mohou být střešní zahrady také prospěšné při snižování odtoku déšťové vody. Střešní zahrada může zpomalit odtékání vody, snížit rychlost a objem odtoku. "Jak města rostou, propustné substráty jsou nahrazeny voděodolnými strukturami, jako jsou budovy a zpevněné komunikace. Dešťová voda odtéká a události spojené s nápory odpadních vod při deštích jsou hlavním problémem pro mnoho měst v Severní Americe. Střešní zahrady mohou zpomalit odtok dešťové vody a zadržet její část pro pozdější použití rostlinami."

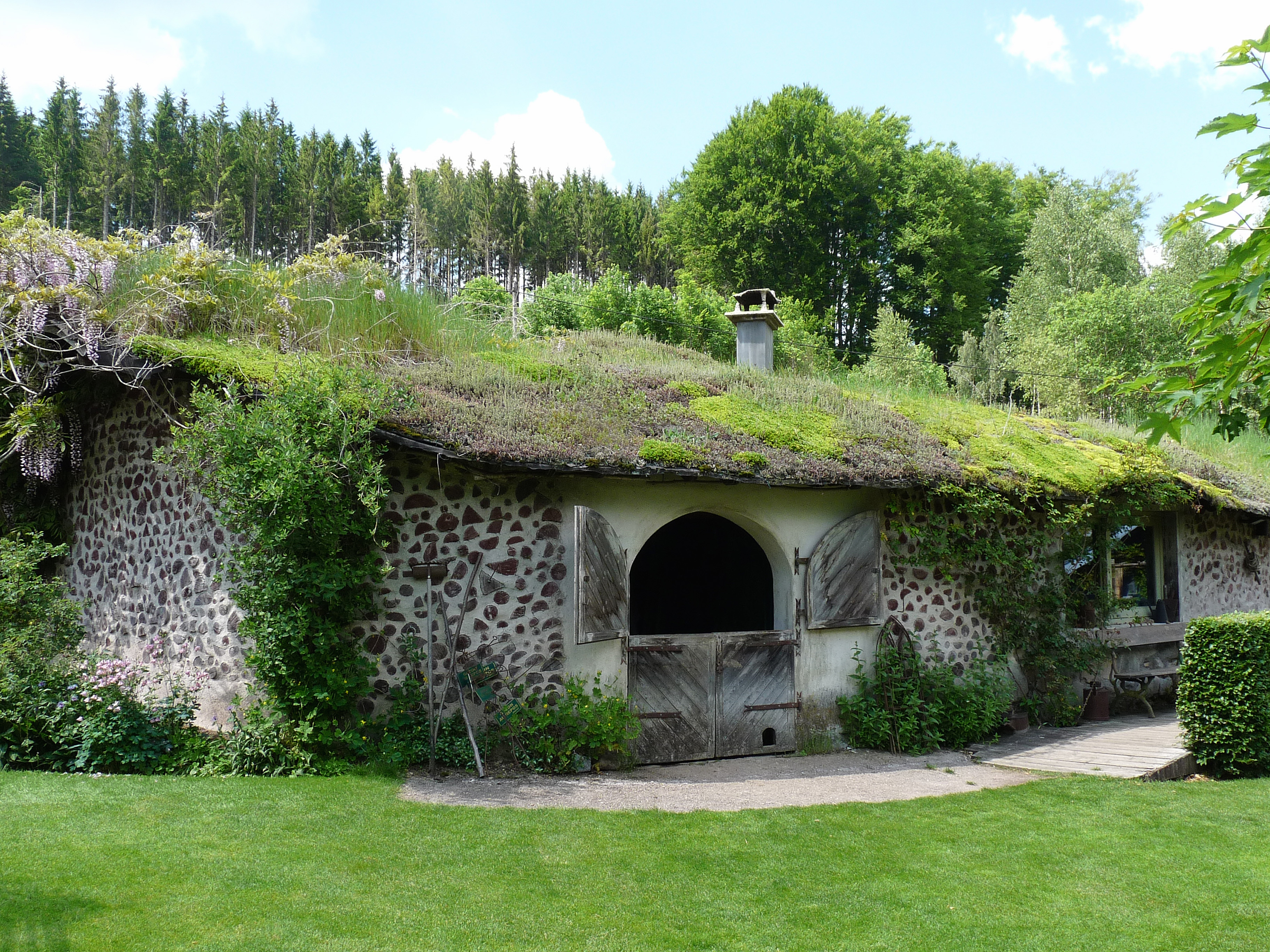

## Provedení
S ohledem na zachování trvanlivosti a případně i funkčnosti stavební konstrukce musí být tvořit podklad střešní zahrady dostatečná izolace proti vlhkosti a dostatečně únosnou střešní konstrukci. Prováděna je i tepelná a zvuková izolace.
Na stavební konstrukci bývá pokládána vrstva tepelně a zvukově izolačního materiálu, ovšem není nezbytná ve všech případech. Ačkoliv se stavební úprava v konkrétních případech může různit, základ zelené střechy tvoří spolehlivá vodoizolační fólie poskytující dostatečnou izolaci proti vlhkosti. Vlhnutí a zatékání je obvyklou závadou vodoizolace plochých střech a velkou nevýhodou plochých střech v podmínkách střední Evropy.
Ploché střechy by měly být konstruovány tak, aby mohla být tato izolační vrstva snadno opravena. Neměly by být použity takové rostliny, které by mohly vodoizolační vrstvu poškodit kořeny, nebo by měla vodoizolační vrstva být dostatečně znásobena. Je třeba si uvědomit, že pevnost konstrukce samotné střechy je ovlivněna i pronikáním vlhkosti a následnými procesy, včetně mrazů. Větší rostliny lze nicméně pěstovat v uzavřených nádobách, a upravovat je řezem. Je zcela zřejmé že větší rostliny více trpí povětrnostními vlivy.
Na tuto nepropustnou fólii je položen zpevňující materiál, který vodoizolační vrstvu značně chrání proti fyzikálnímu poškození a současně poskytuje drenáž, například hrubé plastové rohože Flo-Cell. Na tuto vrstvu je pokládána geotextilie. Na tyto prvky chránící především konstrukci je pokládána poměrně silná vrstva sypkého materiálu. Tento materiál by se měl vyznačovat jistou pružností nebo schopností zabránit přenášení fyzikálních vlivů na spodní vrstvy ale současně by měl být lehký. Byla používána škvára, která obsahuje toxické prvky a je radioaktivní, je doporučován písek, který je však poměrně těžkým materiálem, vhodný ale poměrně drahý je keramzit (liapor) nebo směs rašeliny s pískem nebo perlitem. Lehké substráty musí však být chráněny před větrnou erozí. Tato vrstva váže vodu a živiny ale také umožňuje používat střechu jako pochůzí plochu. Někdy je používán štěrk nebo oblázky. Mocnost vrstvy se může lišit podle způsobu použití plochy. Jsou suchomilné rostliny kterým stačí i malá vysýchavá vrstva substrátu na ploše, která nebude pochůzí. Úspory které jsou však dosaženy snížením vrstvy mohou být převýšeny náklady na opravu vodoizolační vrstvy.
V některých případech je na vodoizolační vrstvu pokládána vrstva polystyrenu. Ta tvoří mechanickou a tepelnou ochranu vodoizolační vrstvy. Na polystyren je pokládán pás ochrany proti prorůstání kořenů, který může být proveden z různých materiálů, poměrně spolehlivé jsou tepelně spojené silné kovové fólie. Mnohé rostliny jsou totiž schopny prorazit kořeny i vrstvu betonu. Na tuto ochranu proti prorůstání kořenů je pokládána drenáž v podobě plastových rohoží.
Na vrstvu inertní hmoty rozptylující mechanické vlivy navazuje pěstební substrát. Pěstební substrát by měl být vrstvou živné lehké země bohaté na humus. Vlhká a namulčovaná půda s porostem méně podléhá větrné erozi než suchá půda bez porostu. Některé firmy používají jako svrchní vrstvu substrát pro trávníky nebo substrát pro trávníky se štěrkem. Na často využívané části plochy střechy, jako jsou cesty a vyhlídkové místa či shromaždiště, je spíše vhodná dlažba nebo alespoň dlaždice či šlapáky.
Podle použitého řešení je zátěž střešní konstrukce vrstvou zeminy 150–250 kg/m2.

### Minerální vata
Menší zátěž konstrukce je možná v případě použití minerální (skelné, čedičové) vaty jako tenké vrstvy substrátu, což má ovšem i nevýhody, například taková úprava zjevně není pochůzí. Na pokusné zelené střeše s minerální vatou Cultilene bylo testováno i pěstování zeleně pod závlahou a s přihnojením. Během této doby podle propagačního materiálu nedošlo k snížení objemu minerální vaty a pouze k 10% stlačení a barevným změnám, použití nemělo negativní vliv na vegetaci.

### Nádoby
Provedení střešní zahrady jako hydroponie v nádobách je používáno při pěstování potravin. Nádoby naplněné substrátem mají dvojité dno a savé knoty z dvojitého dna do substrátu. Takové provedení zajišťuje dostatečnou drenáž ale i dlouhodobou vlhkost substrátu. Hydroponické pěstování plodin v nádobách na střeše není bezúdržbové. Prostorově omezené nádoby se více zahřívají než větší plochy, vyšší teplota substrátu může vést až k poškození rostlin. Možnost stínění v tomto případě je u pěstování zeleniny vhodná.